# Teorema di Heine-Borel
In matematica, in particolare nella topologia degli spazi metrici, il teorema di Heine–Borel è un teorema che caratterizza gli spazi compatti in {\displaystyle \mathbb {R} ^{n}}. Prende il nome dai matematici Eduard Heine e Émile Borel.

## Il teorema
Il teorema di Heine-Borel afferma che se {\displaystyle E\subseteq \mathbb {R} ^{n}}, allora {\displaystyle E} è compatto se e solo se è chiuso e limitato.
Alla luce di questo teorema, in analisi reale la seconda proprietà (chiusura e limitatezza) viene a volte utilizzata come definizione di compattezza. L'equivalenza tuttavia cessa di esser vera su sottospazi di spazi metrici (e topologici) più generali; in un qualunque spazio metrico, comunque, la compattezza rimane condizione sufficiente (ma non necessaria) affinché un insieme sia chiuso e limitato.

## Dimostrazione con il teorema di Bolzano-Weierstrass
Si dimostra il teorema in {\displaystyle \mathbb {R} ^{2}}, è poi possibile estendere la dimostrazione in {\displaystyle \mathbb {R} ^{n}}.
Si consideri un insieme {\displaystyle A} limitato, cioè contenuto in una palla {\displaystyle B(x_{0},r)} a sua volta contenuta in una palla più grande {\displaystyle C(0,R)}. Si consideri una successione in {\displaystyle A}, che essendo in {\displaystyle \mathbb {R} ^{2}} avrà due coordinate:
{\displaystyle X_{k}=(X_{k1},X_{k2}),\quad \forall k\in \mathbb {N} }
e tale che:
{\displaystyle \forall y\in B,d(y,X_{0})<r,\qquad d(y,0)\leq d(y,x_{0})+d(x_{0},0)<R.}
Si ha:
{\displaystyle |X_{k1}|\leq d(X_{k},0)\leq R,\qquad |X_{k2}|\leq d(X_{k},0)\leq R.}
Essendo quindi {\displaystyle X_{k1}} limitata, per il teorema di Bolzano-Weierstrass è possibile estrarre una sottosuccessione che converga:
{\displaystyle X_{kh_{1}}\rightarrow X_{0_{1}}}
Estraendo una sottosuccessione {\displaystyle X_{kh_{2}}} di {\displaystyle X_{k2}} convergente, non è detto che converga per stessi indici di {\displaystyle X_{kh_{1}}}. Si estraggono allora altre due sottosuccessioni convergenti (lo sono tutte) con gli stessi indici:
{\displaystyle X_{khj_{1}}\rightarrow X_{0_{1}},\qquad X_{khj_{2}}\rightarrow X_{0_{2}}.}
Si ha quindi:
{\displaystyle X_{k}=(X_{khj_{1}},X_{khj_{2}})\rightarrow (X_{0_{1}},X_{0_{2}})=X_{0}.}
Per dimostrare che {\displaystyle X_{0}\in A}, si considera una successione {\displaystyle X_{k}} appartenente ad {\displaystyle A}.
Per assurdo si ponga che {\displaystyle X_{0}\notin A} e {\displaystyle A^{C}}. Se {\displaystyle A} è chiuso, {\displaystyle A^{C}} è aperto, quindi esiste una palla {\displaystyle B(X_{0},D)} contenuta in {\displaystyle A^{C}}. Esiste pertanto un {\displaystyle k'} tale che per {\displaystyle k>k'} {\displaystyle X_{k}} appartiene a {\displaystyle B,} il che è assurdo, perché {\displaystyle X_{k}} non può appartenere sia a {\displaystyle B} che ad {\displaystyle A}.

## Corollari
Una conseguenza notevole di questo teorema è la compattezza della sfera in {\displaystyle \mathbb {R} ^{n}}. 
Infatti questa è chiusa, poiché è un luogo di zeri di una funzione continua (ad esempio {\displaystyle f(x)=||x||-1}), ed è limitata. Analogamente la palla unitaria chiusa di {\displaystyle \mathbb {R} ^{n}}, essendo limitata e ovviamente chiusa, è compatta.
Da ciò segue che {\displaystyle \mathbb {R} ^{n}}, non essendo compatto, non è omeomorfo alla palla unitaria chiusa in esso contenuta.

## Dimostrazione topologica
Sia {\displaystyle K\subseteq \mathbb {R} ^{n}} un compatto. Si consideri il ricoprimento di palle aperte:
{\displaystyle {\mathcal {R}}=\{B_{n}(0):n\in \mathbb {N} \}.}
Esso deve ammettere un sottoricoprimento finito {\displaystyle {\mathcal {F}}}, dunque {\displaystyle K} è contenuto nella palla di raggio massimo appartenente a {\displaystyle {\mathcal {F}}}. Da ciò segue che {\displaystyle K} è limitato. Inoltre i compatti in uno spazio di Hausdorff sono chiusi, dunque {\displaystyle K} è anche chiuso.
Viceversa, supponiamo che {\displaystyle K\subseteq \mathbb {R} ^{n}} sia chiuso e limitato. Allora {\displaystyle K\subseteq {\overline {B_{r}(0)}}}. Ma la n-palla è omeomorfa all'n-cubo:
{\displaystyle K\subseteq {\overline {B_{r}(0)}}\simeq [0,1]^{n}.}
Si può provare facilmente che {\displaystyle [0,1]} è compatto anche senza il teorema di Heine-Borel, dunque l'n-cubo è compatto, perché prodotto di compatti (teorema di Tychonoff).
Si ha quindi che anche {\displaystyle {\overline {B_{r}(0)}}} è compatta e quindi {\displaystyle K} è un sottospazio chiuso di uno spazio compatto (si noti che essendo {\displaystyle {\overline {B_{r}(0)}}} chiuso, {\displaystyle K} è chiuso non solo in {\displaystyle \mathbb {R} ^{n}}, ma anche nella topologia indotta sulla palla), dunque {\displaystyle K} è compatto.

## Estensioni

### Spazi metrici
Il teorema può essere esteso agli spazi metrici nelle seguenti forme.
Uno spazio metrico è compatto se e solo se è completo e totalmente limitato.
Un sottospazio di uno spazio metrico completo è compatto se e solo se è chiuso e totalmente limitato.
Dim: è sufficiente provare che un sottospazio di uno spazio metrico completo è a sua volta completo se e solo se è chiuso.

### Spazi vettoriali reali e complessi
Il teorema si applica anche agli spazi vettoriali sul campo reale o complesso di dimensione finita.
Cessa di esser valido in spazi di dimensione infinita. Anzi, si può dimostrare che esso è vero se e solo se lo spazio vettoriale (reale o complesso) è di dimensione finita.